# Mătăsari (gmina)
Mătăsari – gmina w Rumunii, w okręgu Gorj. Obejmuje miejscowości Brădet, Brădețel, Croici, Mătăsari i Runcurel. W 2011 roku liczyła 5027 mieszkańców.